# Nectophrynoides poyntoni
Espèce
Statut de conservation UICN

 CR (Possibly Extinct) B1ab(iii)+2ab(iii) : 
En danger critique
Statut CITES
Nectophrynoides poyntoni est une espèce d'amphibiens de la famille des Bufonidae.

## Répartition
Cette espèce est endémique de la vallée Mkalazi dans les monts Udzungwa dans l'est de la Tanzanie. Elle se rencontre à environ 1 200 m d'altitude.

## Description
Le mâle holotype mesure 24 mm

## Étymologie
Cette espèce est nommée en l'honneur de John Charles Poynton.

## Publication originale
- Menegon, Salvidio & Loader, 2004 : Five new species of Nectophrynoides Noble 1926 (Amphibia Anura Bufonidae) from the Eastern Arc Mountains, Tanzania. Tropical Zoology, vol. 17, p. 97-121 (texte intégral).